# Rafael Santos (ur. 1989)
Rafael de Carvalho Santos (ur. 14 marca 1989 w Barretos) – brazylijski piłkarz występujący na pozycji bramkarza, obecnie zawodnik AD Confiança.

## Życiorys

### Kariera klubowa
Rafael rozpoczął piłkarską karierę w Corinthians Paulista w 2008 roku, któremu pozostał wierny do 2013. Rozegrał we Corinthians 7 meczów ligowych. W roku 2008 awansował z Corinthians do I ligi brazylijskiej.
W 2009 sięgnął z klubem z São Paulo po Puchar Brazylii, po zwycięskim dwumeczu w finale z drużyną SC Internacional. Rafael Santos nie wystąpił w żadnym meczu finałowym.
Następnie był zawodnikiem klubów: Avaí FC, CA Bragantino, Botafogo FC, AD São Caetano, Icasa Juazeiro do Norte, Associação Portuguesa de Desportos, Guarani FC, Madureira EC, Tupi FC, EC Bahia i Vila Nova FC.
19 grudnia 2019 podpisał kontrakt z brazylijskim klubem AD Confiança, bez odstępnego.